# Dobropoljana
Dobropoljana (italsky Dobrapogliana) je vesnice a přímořské letovisko v Chorvatsku v Zadarské župě, nacházející se na ostrově Pašman, spadající pod opčinu Pašman. V roce 2011 zde žilo celkem 279 obyvatel. V roce 1991 naprostou většinu obyvatelstva (98 %) tvořili Chorvati.
Sousedními vesnicemi jsou Banj a Neviđane. Nejdůležitější dopravní komunikací je silnice D110.